# Simulateur de sous-marin
 (octobre 2019).
Si vous disposez d'ouvrages ou d'articles de référence ou si vous connaissez des sites web de qualité traitant du thème abordé ici, merci de compléter l'article en donnant les références utiles à sa vérifiabilité et en les liant à la section « Notes et références ».

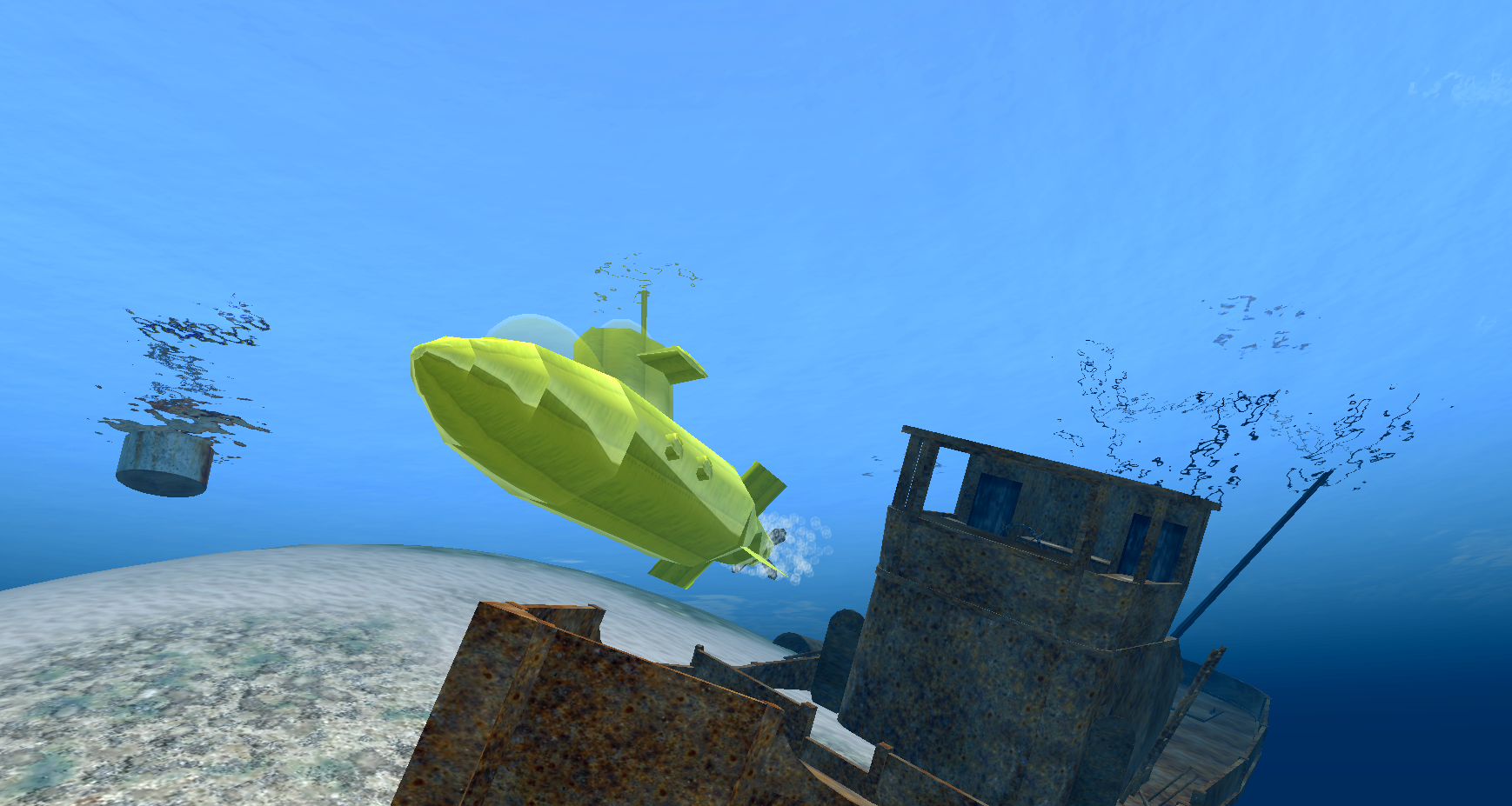
Un sous-marin du jeux Second Life

Un simulateur de sous-marin, ou subsim pour abréger (contraction de l'anglais submarine simulator), est habituellement un jeu vidéo dans lequel le joueur est aux commandes d’un sous-marin. La progression classique du jeu se fait par une série de missions, durant lesquelles le joueur est confronté à des bateaux de surface à couler et à des destroyers dont il doit échapper aux attaques. Les simulateurs de sous-marin ont des rythmes de jeu très variables : il faut parfois plusieurs heures de simulation pour se mettre en position et attaquer un convoi bien protégé. Ils comprennent normalement une option permettant d’ajuster le ratio temps réel/temps simulé dans le sens désiré.
La plupart des simulateurs de sous-marin prennent place durant la Seconde Guerre mondiale, car les batailles sous-marines y étaient longues et intenses et les ressources historiques en sont vastes. De plus, les capacités limitées des sous-marins de l’époque mettent un grand accent sur le savoir-faire du joueur. Ces jeux comprennent d’ordinaire des sous-marins américains dans le Pacifique, ou des U-Boots dans l’Atlantique. Une autre catégorie populaire comprend des sous-marins d'attaque modernes, surtout ceux de la classe Los Angeles (également appelés des « 688 » d’après le numéro du sous-marin original de la classe).
En jeu, l’affichage inclut généralement une carte sur la partie supérieure de l’écran, aussi appelée vue « radar », où figurent le sous-marin et les autres bâtiments dont la position a été détectée, la vue du périscope si le sous-marin est suffisamment proche de la surface, un ensemble de jauges indiquant la profondeur et la trajectoire, ainsi qu’un plan du sous-marin qui rend compte, notamment, de la disponibilité des torpilles ou des dégâts subis par les différents sous-systèmes.
Les subsims ont été particulièrement populaires lors des débuts du jeu vidéo sur PC. Les exigences graphiques et en matière de performances correspondaient au matériel de l’époque ; les mouvements des bâtiments sont relativement lents, et un affrontement implique rarement plus d’une dizaine d’objets se déplaçant simultanément. Les jeux plus récents ont amélioré les graphismes, mais surtout de façon superficielle, par exemple en utilisant des décors d’intérieurs photoréalistes au lieu d’un ensemble de jauges.
Submarine Commander (en), du studio Thorn EMI, a été en 1982 le premier simulateur de sous-marin disponible.

## Titres
| Name                                     | Year                        |
| ---------------------------------------- | --------------------------- |
| 1914 Shells of Fury                      | 2007                        |
| 1914 Shells of Fury                      | 2007                        |
| 688 Attack Sub                           | 1988                        |
| 688(I) Hunter/Killer (en)                | 1997                        |
| Aces of the Deep                         | 1994                        |
| série AquaNox                            | 1996–2003                   |
| Archimedean Dynasty                      | 1996                        |
| Barotrauma                               | 2019                        |
| Cold Waters (video game) (en)            | 2017                        |
| Command: Aces of the Deep                | 1995                        |
| Dangerous Waters (en)                    | 2005                        |
| Danger from the Deep                     | 2010 - Open source          |
| Das Boot: German U-Boat Simulation       | 1990–91                     |
| Deadly Tide (en)                         | 1996                        |
| Depthcharge                              | 1977                        |
| Deep Fighter: The Tsunami Offensive      | 2000                        |
| Dive to the Titanic                      | 2010                        |
| Enigma: Rising Tide                      | 2003/2005                   |
| Fast Attack: High Tech Submarine Warfare | 1996                        |
| GATO                                     | 1984                        |
| Grey Wolf                                | 1994                        |
| The Hunt for Red October                 | 1987–90 selon la plateforme |
| Iron Wolves                              | 1996                        |
| Iron Wolves VR                           | 2017                        |
| OpenSSN                                  | 2011 - Open source          |
| Operation Neptune (video game) (en)      | 1991                        |
| Periscope (arcade game) (en)             | 1966                        |
| Radar Mission Mode B                     | 1990                        |
| Red Storm Rising                         | 1988                        |
| série Silent Service                     | 1985, 1990                  |
| Silent Hunter                            | 1996                        |
| Silent Hunter II                         | 2001                        |
| Silent Hunter III                        | 2005                        |
| Silent Hunter IV                         | 2007                        |
| Silent Hunter V                          | 2010                        |
| Silent Steel                             | 1995                        |
| SSN-21 Seawolf                           | 1994                        |
| Steel Diver                              | 2011                        |
| Submarine Commander                      | 1982                        |
| Submarine Commander                      | 1982                        |
| Sub Battle Simulator                     | 1987–88                     |
| Sub Command                              | 2001                        |
| Sub Culture                              | 1997                        |
| Sub Hunt                                 | 1982                        |
| Sub Hunter                               | 1977                        |
| Sub Mission (en)                         | 1986                        |
| Subwar 2050                              | 1994                        |
| Tom Clancy's SSN                         | 1996                        |
| U-boat (video game) (en)                 | 1994                        |
| Uboat (video game) (en)                  | 2024                        |
| Android game                             | 2013                        |
| Up Periscope!                            | 1986                        |
| Virtual Sailor                           | 1999                        |
| Wolfpack                                 | 1990                        |

Le jeu d’aventure Codename: ICEMAN (1989) développé par Sierra On-line comprenait une partie de simulation de sous-marin.
Le simulateur de conduite de véhicules Naval Ops: Warship Gunner 2 (en) (2006) développé par Koei comprend des coques de sous-marins et place le joueur dans plusieurs missions de pilotage de sous-marin, bien que plusieurs autres missions en interdisent l’utilisation.

## Simulateurs d’AUV
Il existe également plusieurs simulateurs pour les robots sous-marins autonomes, tels que les AUV (Autonomous Underwater Vehicles). Ces simulateurs sont fréquemment utilisés par les instituts de recherche, avant ou pendant la construction d’un sous-marin, afin de tester le contrôle des robots et les algorithmes de coordination.